# 鶴子岡
鶴子岡，原寫為鶴仔崗，是臺灣苗栗縣公館鄉的一個傳統地域名稱，位於該鄉西北部。相較於今日行政區，其範圍大致包括鶴岡村、鶴山村。

## 歷史
台灣清治末期至日治初期，鶴子岡地區為一街庄，稱為「鶴仔崗庄」，隸屬於苗栗一堡。該庄昔日北及西北隔後龍溪主流及溪中沙洲與維祥庄為界，東與尖山庄為鄰，南邊及西南邊為五穀崗庄。
1901年（日治明治三十四年）11月，全台廢縣廳改設二十廳，該庄隸屬於苗栗廳。1909年（明治四十二年）10月，合併二十廳為十二廳，該庄改隸屬於新竹廳。1920年（大正九年），廢十二廳改設五州二廳，該庄改制並雅化為「鶴子岡」大字，隸屬於新竹州苗栗郡公館庄。
戰後公館庄改制為公館鄉，隸屬於新竹縣，大字亦改制為村。1950年桃、竹、苗分治，公館鄉改隸屬於苗栗縣。

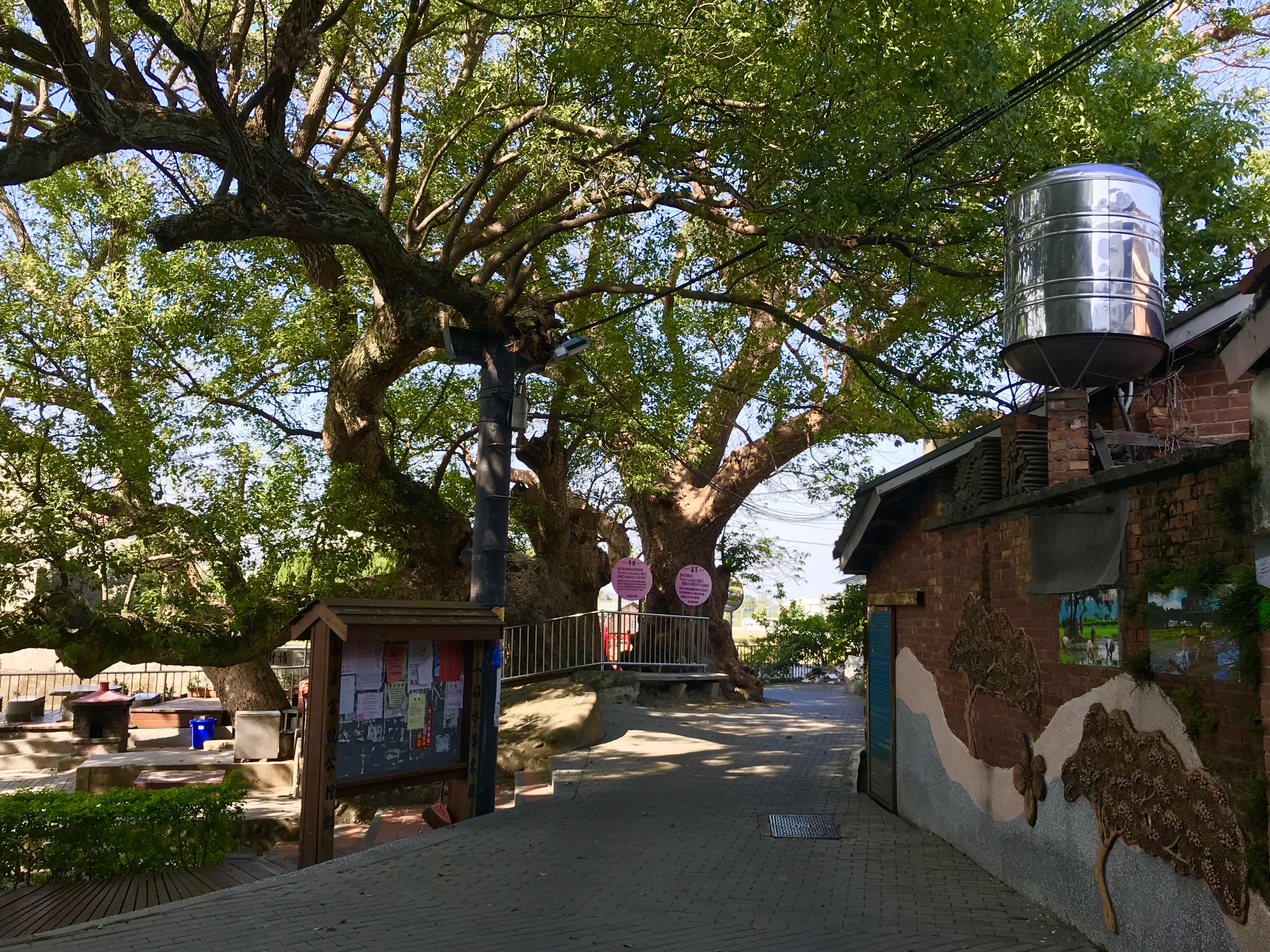
鶼鰈老樹

## 聚落
本地區發展較早的聚落有高禾埕、鶴仔崗（鶴岡）、石埔（石埔子）等，在日治期初期的官方地圖上已有記載。此外，本地區尚有渡船頭聚落。

## 交通
國道1號又稱「中山高速公路」，是台灣西部兩條縱向高速公路之一，大致以北北東－南南西走向轉東北—西南走向再轉北北東－南南西走向蜿蜒經過本地區北部。境內未設交流道，北側最近的是省道台13線交會口的頭屋交流道，南側最近的是省道台6線交會口的苗栗交流道，由此等進入可快速前往國道1號沿線各地。
省道台72線是「東西向快速公路－後龍汶水線」，俗稱「後汶快速公路」，大致以東北—西南走向蜿蜒經過本地區西北部後龍溪東岸地帶。境內未設交流道，北側最近的是鄉道苗27-1線交會口的頭屋二交流道，南側最近的是省道台6線交會口的公館交流道。由該道路向北轉西北可前往後龍並止於省道台1線路口，向南可前往公館、汶水並止於省道台3線路口。
縣道119甲線又稱「沿山公路」，是尖山至龍泉的道路，大致以縱向經過本地區東部凸出一小部分。由該道路向北可前往尖山地區中部偏北的鄉道苗25-1線路口，向南可前往外橫岡，於枋屋下轉西南，可前往關爺埔、龍泉並止於縣道119號路口。
鄉道苗25線是頭屋至福基的道路，大致以北北東—南南西走向經過本地區中部。由該道路向北北東可前往尖山、二崗坪、頭屋市區並止於省道台13線，向南南西可前往內五穀岡、麻齊寮、五穀岡、中小義、關爺埔、福基並止於省道台6線路口。
鄉道苗25-2線是五穀岡至仁安的道路，大致以西北—東南經過本地區南部邊界地帶。由該道路向西北可前往可前往內五穀岡、五穀岡並止於省道台6線路口，向東南轉東可前往上大坑口鄉道苗25-1線路口。
鄉道苗26線是五板橋至茄苳樹下的道路，也是本地區中部主要的橫向道路，大致以西南—東北走向轉橫向再轉西北—東南走向蜿蜒經過本地區。由該道路向西南可前往五板橋並止於省道台6線路口，向東南可前往寬仁、南河、北河、蛤蟆石下並止於北安橋頭；續行可經錫隘隧道前往獅潭地區的錫隘並止於省道台3線路口。

## 學校
- 鶴岡國中
- 鶴岡國小

## 景觀
- 鶴岡千年鶼鰈老樹（茄苳公、樟樹公）